# Llau del Rebollar
La llau del Rebollar és una llau del terme de Conca de Dalt, al Pallars Jussà, dins de l'antic terme d'Hortoneda de la Conca, en territori del poble d'Hortoneda.
S'origina en el costat de llevant de l'extrem meridional del Roc de Santa, entre aquesta formació rocosa i els Trossos d'Escoll-de-veu, des d'on davalla en direcció nord-nord-est de forma quasi paral·lela al Roc de Santa i deixant a llevant els paratges de Boscarró i Boïgues de Mitges, fins que, en atèner El Rebollar gira cap al nord deixant a llevant el Planell de Motes, fins abicar-se en el barranc del Rebollar.